# Curtimorda maculosa
Curtimorda maculosa là một loài bọ cánh cứng trong họ Mordellidae. Loài này được Neazen miêu tả khoa học năm 1794.